# Iodeto de vanádio(III)
Iodeto de vanádio(III)  é um composto químico inorgânico de fórmula VI3. É um sólido paramagnético gerado pela reação do pó metálico de vanádio com o iodo a cerca de 500 °C. Os cristais pretos higroscópicos dissolvem em água para formar soluções verdes, cuja coloração é característica dos íons de V(III).
Quando são aquecidas amostras sólidas de VI3, é liberado um gás rico em VI4. A decomposição térmica do triiodeto deixa um resíduo de iodeto de vanádio(II):
2 VI3   →   VI2  +  VI4  ΔH = 36.6 kcal/mol; ΔS = 38.7 eu